# Нероча
Нероча — река в Калужской области России.
Протекает в восточном направлении по территории Мосальского района. Исток — в деревне Астапово, впадает в реку Пополту в 36 км от её устья по правому берегу. Длина реки составляет 10 км.
Вдоль течения реки расположены населённые пункты сельского поселения «Село Шаховский» — деревни Астапово, Котово, Батищево и село Шаховский.

## Данные водного реестра
По данным государственного водного реестра России относится к Окскому бассейновому округу, водохозяйственный участок реки — Угра от истока и до устья, речной подбассейн реки — Бассейны притоков Оки до впадения Мокши. Речной бассейн реки — Ока.
По данным геоинформационной системы водохозяйственного районирования территории РФ, подготовленной Федеральным агентством водных ресурсов:
- Код водного объекта в государственном водном реестре — 09010100412110000021269
- Код по гидрологической изученности (ГИ) — 110002126
- Код бассейна — 09.01.01.004
- Номер тома по ГИ — 10
- Выпуск по ГИ — 0